# Heiner Böttger
Heiner Klaus Böttger (* 3. Februar 1961 in Wilhelmshaven) ist ein deutscher Fremdsprachendidaktiker. Er lehrt seit 2007 als Professor für die Didaktik der englischen Sprache und Literatur an der Katholischen Universität Eichstätt-Ingolstadt.

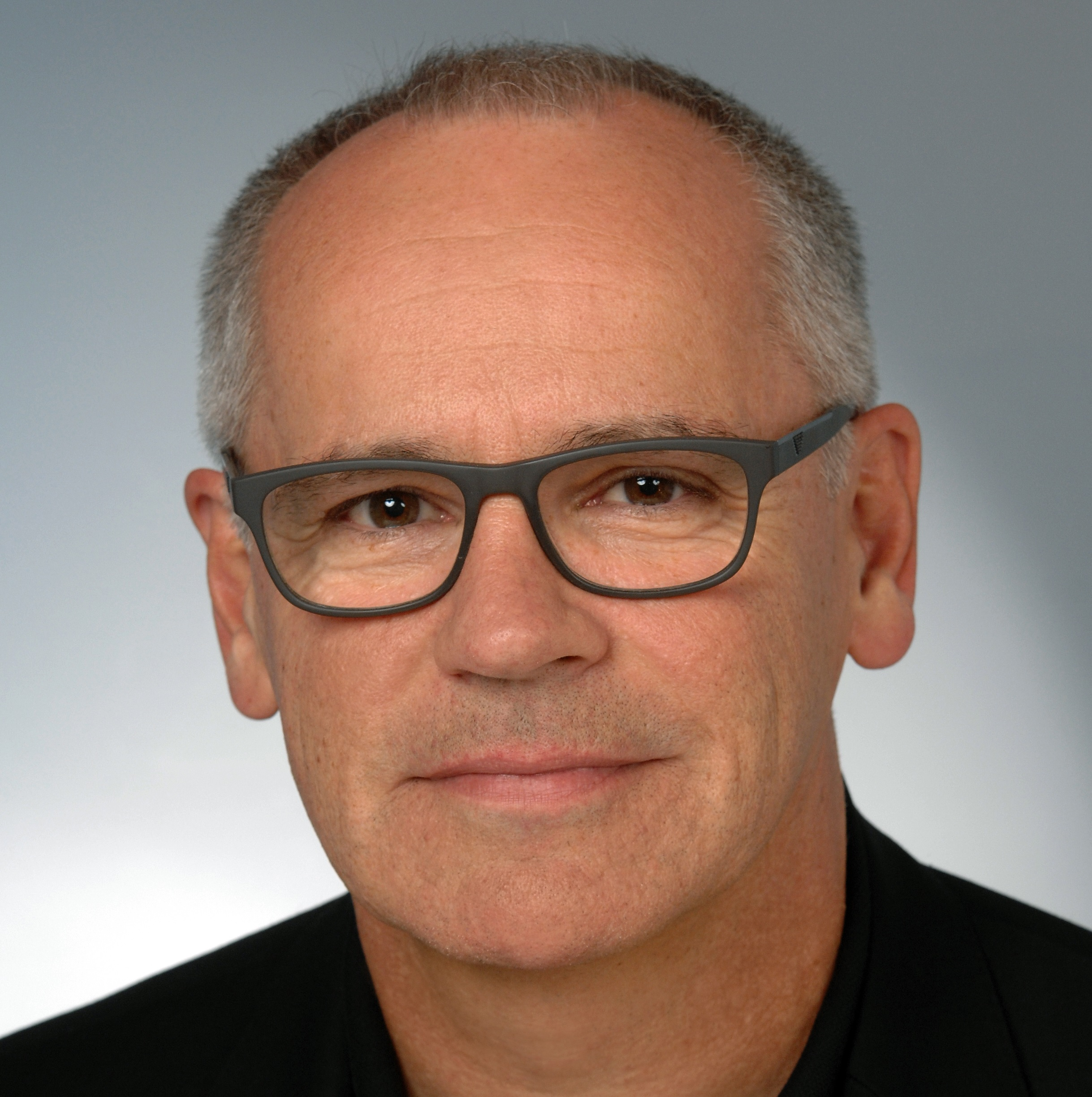

## Lebenslauf
Nach dem Abitur am Hans-Sachs-Gymnasium Nürnberg im Jahre 1980 studierte Böttger an der Universität Erlangen-Nürnberg Anglistik, Sport, Germanistik und Geschichte für die Lehrämter an Haupt- und Realschulen. Ab 1989 unterrichtete er an verschiedenen Haupt- und Realschulen in Bayern. 1992 wurde er in Didaktik der englischen Sprache und Literatur, in Englischer Philologie und Pädagogik promoviert.
2002 arbeitete er als Wissenschaftlicher Mitarbeiter am Lehrstuhl für die Didaktik der englischen Sprache und Literatur an der Friedrich-Alexander-Universität Erlangen-Nürnberg, wurde 2004 kommissarischer Leiter und 2006 zum Vertretungsprofessor des Lehrstuhls ernannt. 2008 nahm er einen Ruf an die Katholische Universität Eichstätt-Ingolstadt als Nachfolger von Hans Hunfeld an.

## Forschungsfokus
Sein Forschungsinteresse konzentriert sich auf (fremd)sprachenrelevante, durch die Neurowissenschaften evidenzbasierte und ganzheitliche Lehr-/Lernprozesse in spracherwerbssensiblen Entwicklungsphasen wie dem frühen Erlernen von Fremdsprachen in Kindheit und Pubertät. Genauer untersucht er, wie Kinder und Jugendliche kommunikative Kompetenzen erwerben, welche Strategien sie dabei verwenden, welche neuronalen Prozesse im Gehirn der sprachlichen Entwicklung zugrunde liegen und welche Gegebenheiten für den Erwerb mehreren Sprachen notwendig sind. Daraus entwickelt er spezielle Didaktiken des mehrsprachigen Lernens.
Interdisziplinär widmet er sich der Entwicklung eines globalen Sprachencurriculums für alle Kinder dieser Welt.

## Veröffentlichungen
- mit T. Müller: Schulversuch Lernen in zwei Sprachen - Bilinguale Grundschule Englisch. Abschlussbericht der wissenschaftlichen Evaluation. München: Stiftung Bildungspakt Bayern 2020.[4]
- mit J. Festman und  T. Müller (Hrsg.): Language Education and Acquisition Research. Focusing Early Language Learning. Konferenzband. Bad Heilbrunn: Klinkhardt 2020. ISBN 978-3-7815-5851-9
- mit D. Költzsch: The fear factor: Xenoglossophobia or how to overcome the anxiety of speaking foreign languages. In: Training Language and Culture TLC, 4(2)/2020, S. 43–55. ISSN 2520-2073
- als Hrsg.: Englisch: Didaktik in der Grundschule 6., völlig überarb. Auflage. Berlin: Cornelsen 2020. ISBN 978-3-589-16689-3
- Englisch lernen in der Grundschule. 3., völlig neu bearb. Auflage. Bad Heilbrunn: Klinkhardt 2020. ISBN 978-3-8252-5472-8
- mit Michaela Sambanis: Focus on Evidence III. Fremdsprachendidaktik trifft Neurowissenschaften. Tübingen: Narr 2020. ISBN 978-3-8233-8378-9
- Neurowissenschaften und Spracherwerb. In: Martin Harant (u. a.): Theorien! Horizonte für die Lehrerbildung. Tübingen: University Press 2020. ISBN 978-3-947251-20-9
- mit D. Költzsch: Neural foundations of creativity in foreign language acquisition. In: Training Language and Culture TLC, 3(2)/2019, S. 8–21. ISSN 2520-2073 | 2521-442X
- Frühe genderspezifische Entwicklung der Lesekompetenzen mehrsprachiger Kinder. Befunde und sprachendidaktische Konsequenzen. In: S. Kutzelmann, U. Massler (Hrsg.): Mehrsprachige Leseförderung: Grundlagen und Konzepte. Tübingen: Narr 2018, S. 41–50. ISBN 978-3-8233-8121-1
- mit Karla und Travis Jensen (Hrsg.): Mindful Evolution. Konferenzband. Bad Heilbrunn: Klinkhardt 2018. ISBN 978-3-7815-5620-1
- Early gender diversity in reading and writing – research and didactical consequences. In: Training Language and Culture TLC, 2/2017, S. 42–57. ISSN 2520-2073 | 2521-442X
- mit O. Börner, A. Kierepka, C. Lohmann, C.: Fremdsprachenunterricht in der Primarschule - Potenziale für zukünftige Standards. In: H. Böttger (Hrsg.): Frühes Fremdsprachenlernen. FLuL – Fremdsprachen Lehren und Lernen 46/2. 2017. Tübingen: Narr/Francke/Attempto. ISSN 0932-6936
- Neurodidaktik des frühen Sprachenlernens. Wo die Sprache zuhause ist. Stuttgart: utb 2016. ISBN 978-3-82524654-9
- mit Michaela Sambanis (Hrsg.): Focus on Evidence. Fremdsprachendidaktik trifft Neurowissenschaften. Narr, Tübingen 2016, ISBN 978-3-8233-8021-4.
- mit BIG-Kreis (Hrsg.): Der Lernstand im Unterricht am Ende von Klasse 4 – Ergebnisse der BIG-Studie. München: Domino Verlag 2015.
- mit N. Schlüter (Hrsg.): Fortschritte im Frühen Fremdsprachenlernen. Tagungsband zur 3. Konferenz in Eichstätt 2011. München: Domino Verlag 2012.